# Hans Kurig
Hans Kurig (* 22. Januar 1931 in Köln; † 26. Dezember 2016 in Hamburg) war ein deutscher Literaturwissenschaftler.

## Leben
Das Studium der klassischen Philologie absolvierte Kurig in Köln, Marburg und Hamburg. Ehemals war Kurig als Lehrer an der Gelehrtenschule des Johanneums, sowie als Schulleiter des Gymnasiums Bondenwald tätig. Ab 1970 bis zu seiner Pensionierung übte er die Funktion des Oberschulrates an der Gymnasialabteilung der Hamburger Schulbehörde aus. Von 1982 bis 1992 war Kurig Vorsitzender der von Aby Warburg und Gustav Schiefler gegründeten Gesellschaft der Bücherfreunde Hamburg.

## Veröffentlichungen (Auswahl)
- Eine Jugend zwischen 1930 und 1960, Norderstedt 2016
- Parmigianino, Tod und Verherrlichung des Daphnis ISBN 3839178134, eine Bilddeutung. Norderstedt, 2011
- Geschichte der Klassischen Philologie Vorlesungsnachschrift von Robert Münzel / Jacob Bernays. Hrsg. von Hans Kurig ISBN 978-3-487-13697-4
- Homer an der Elbe, Illustrationen von Kurt Schmischke Wienhausen : Saucke, 2005, ISBN 3-9808034-4-9
- Philipp Melanchthon über sich und Martin Luther. Lutherjahrbuch 67. 2000. S. 51–60.[2] ISBN 978-3-525-87432-5
- Aby Warburg und das Johanneum / Gesellschaft der Bücherfreunde zu Hamburg, Hans Kurig ; Uwe Petersen, Hamburg, Ges. der Bücherfreunde, 1991[3]
- Philologica Hamburgensia II. Altphilologen in Hamburg vom 17. bis 20. Jahrhundert, Herzberg 1990
- Professor Ullrich und das Johanneum in Hamburg, Beitrag zur Geschichte der Philologie und Bildung. Hamburg, Gesellschaft der Bücherfreunde, Hamburg 1987, ISBN 3-923356-19-6